# 대만서원
대만서원(중국어: 臺灣書院, 병음: Táiwān Shūyuàn)은 중국어 (중화민국에서는 궈위(國語)로 알려짐), 정체자, 그리고 중화민국 관련 주제에 대한 연구를 홍보하는 것을 목표로 하는 비영리 공공 기관이다. 중화민국 문화부는 2011년에 타이완 서원을 설립했다.

## 역사
중화민국은 수년 동안 외국에서 중국 학교와 문화 센터를 운영했지만, 타이완 서원은 중화민국 행정원의 문화건설위원회가 전통적으로 화교 문제에만 관심을 기울였던 교무위원회에 합류하여 문화 외교에 대한 통제를 더욱 중앙 집중화하는 것을 나타낸다. 마잉주 총통은 후보 시절인 2008년 중화민국 총통 선거에서 중국인을 위한 노벨 문학상과 같은 상을 만들기 위한 1억 5천만 달러의 기금과 함께 타이완 서원 설립을 제안했다. 타이베이 대표부는 2011년 10월 14일 뉴욕, 로스앤젤레스, 휴스턴에 첫 서원을 개설했다. 즉시, "타이완 서원"이라는 이름은 집권당인 중국국민당의 입법자들로부터 "하락적"이고 "자체 지역화"를 의미한다는 비판을 받았다. 이는 한족 문화를 더 넓게 대표하는 "중화 서원"(中華書院)과 같은 이름과는 대조적이라는 것이었다. 중화민국 문화부 장관인 룽잉타이는 타이완 서원이 당분간은 중국 대륙의 공자학원과 경쟁하거나 협력하지 않을 것이라고 말했다. 문화건설위원회는 타이완 서원이 정부의 소프트 파워를 행사하고 "타이완의 특징을 지닌 중국 문화에 대한 통찰력"을 제공하는 방법이라고 언급했다.
미국에 설립된 세 곳의 타이완 서원 외에도 문화부는 2013년 9월 현재 64개국에 타이완 서원 연락 거점을 설립했다. 이 연락 거점은 타이완 서원과 관련된 정보 확산을 돕고 서원에서 제공하는 프로그램을 홍보하기 위해 협력 교육 기관과 장기 협정을 나타낸다.

## 활동
타이완 서원은 중국학 및 타이완 연구를 위한 장학금에 자금을 지원하기 위해 연간 2,110만 달러의 예산을 가지고 있으며, 외국인과의 학술 교류도 촉진할 것이다. 타이완 서원은 문화부의 "타이완 시네마 툴킷"을 상영하고 배포하는 데 참여하고 있으며, 이 툴킷에는 리안과 에드워드 양과 같은 타이완 출신 감독의 자막이 있는 영화가 포함되어 있다. 디지털 도서관 계획에는 섬의 "비중국적" 문화에 대한 강조가 포함되어 있다.